# Batman: Return of the Joker
Batman: Return of the Joker (Genesis/SNES: Batman: Revenge of the Joker; Famicom: Dynamite Batman) é um jogo eletrônico de ação-aventura, desenvolvido pela Sunsoft em 1991 para o Nintendo 8 bits.
No jogo, Coringa consegue escapar do Asilo Arkham e, através de seus capangas, instala o caos em Gotham City. Cabe a Batman detê-lo, através das sete fases do jogo.